# 张鼻猪
张鼻猪（羅馬化：jangbbijju），是韩国的YouTube频道，曾在韓國的MCN公司沙盒網絡（Sandbox Network）的張鼻豬工作室（JBBJ Studio）工作。后来在2021年工作室全員出走，自立門戶，在做YouTuber以前，曾在一家枣食品工厂工作，但该企业后来倒闭。2018年，韩国mbc邀请张镇洙上综艺《出乎意料的q》。

## 作品
《新兵》由編劇張鼻豬擔任編劇，以軍隊為背景
《眼神男》
《西八男女》
《張鼻豬studio》
《今日的安忌郁》
《庫博一家》
《帶著女友去打怪》
《神經病式配音》
《張鼻豬短篇故事》
恰飯廣告

## 人员
张鼻猪，本名張鎮洙（장진수）
朴峻莹（박준영）
六千元，本名安柳川（안류천）
许慧元（허혜원）
尹成元（윤성원）
郑英俊（정영준）
郑大俊（정대준）